# Witte dovenetel
De witte dovenetel (Lamium album) is in Europa een algemeen voorkomende, vaste plant. Ondergronds kent de plant ver vertakte uitlopers.
De vierkante, holle stengel is afstaand behaard, De bladeren zijn paarsgewijs tegenoverstaand. Aan de voet van de steel zijn de bladeren hartvormig, aan de top meer langwerpig. De bladeren zijn evenals die van  brandnetels getand. De naam dovenetel (en ook het Engelse deadnettle) is hiervan afgeleid, hij brandt namelijk niet. Bovendien is het sap uit de bladeren van de dovenetel te gebruiken om de pijn van een steek van een brandnetel te verminderen. Hij 'dooft' als het ware de pijn.
Het meest opvallende kenmerk van de plant zijn de witte (soms geel aanlopende) bloemen. Deze ontspringen in het bovenste deel van de plant kransvormig rondom de plaats waar de bladeren uit de stengel komen. Zo'n krans bestaat uit acht of meer lipvormige, 2-4 cm grote bloemen. Elk van de bloemen heeft een lange, gebogen kroonbuis en een vijftandige kelk. De voorste twee van de vier meeldraden zijn langer dan de andere twee.
De bloeitijd is van april tot oktober. De plant kan tot 1,5 m hoog worden, maar blijft afhankelijk van seizoen, standplaats en klimaat ook steken bij 30-40 cm.
Het zaad heeft een mierenbroodje, waardoor het door mieren verspreid wordt.

## Voorkomen
De plant groeit uitgebreid op ruderaal terreinen: langs wegbermen, langs sloten, in parken, op stortplaatsen en afvalterreinen, langs dijken en bosranden. De witte dovenetel groeit op een vochtige, voedselrijke bodem. Het verspreidingsgebied beslaat Europa en gematigd Azië. In Noord-Amerika is de soort geïntroduceerd.

## Ecologischebetekenis
De bloem is rijk aan nectar en dus aantrekkelijk voor bijen en hommels.
De plant is de waardplant voor de rupsen van zwartgevlekte herfstuil (Agrochola litura), grote beer (Arctia caja), koperuil (Diachrysia chrysitis), sigma-uil (Eugraphe sigma), agaatvlinder (Phlogophora meticulosa) en glidkruidmot (Prochoreutis myllerana).

## Gebruik
De jonge scheuten kunnen in soepen en salades worden verwerkt. Verder kan men deze samen met andere groenten als spinazie eten. De thee wordt aanbevolen bij nierklachten (iets dat niet geldt voor de gele dovenetel).

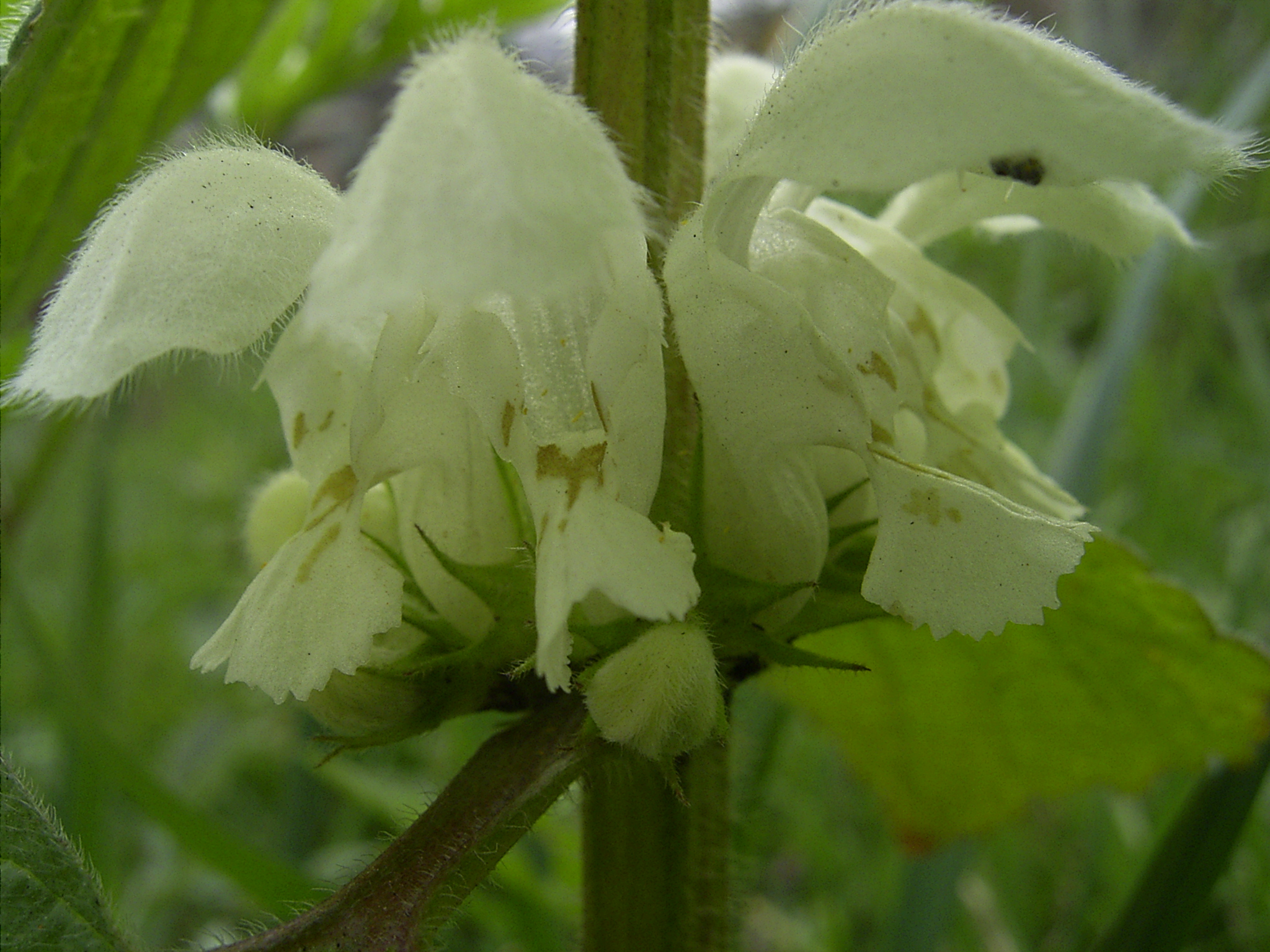
Bloem
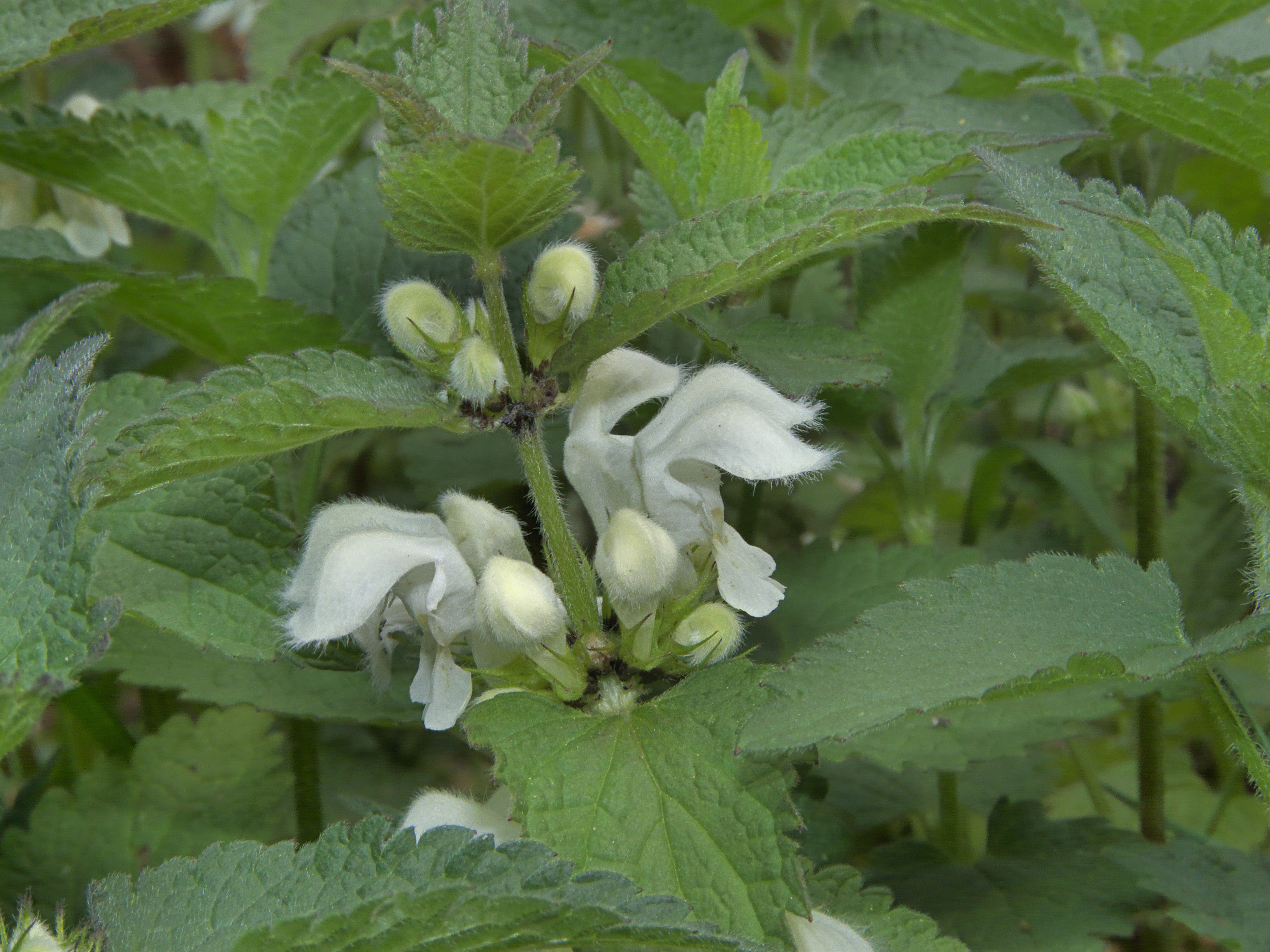
Bloemen en bloemknoppen
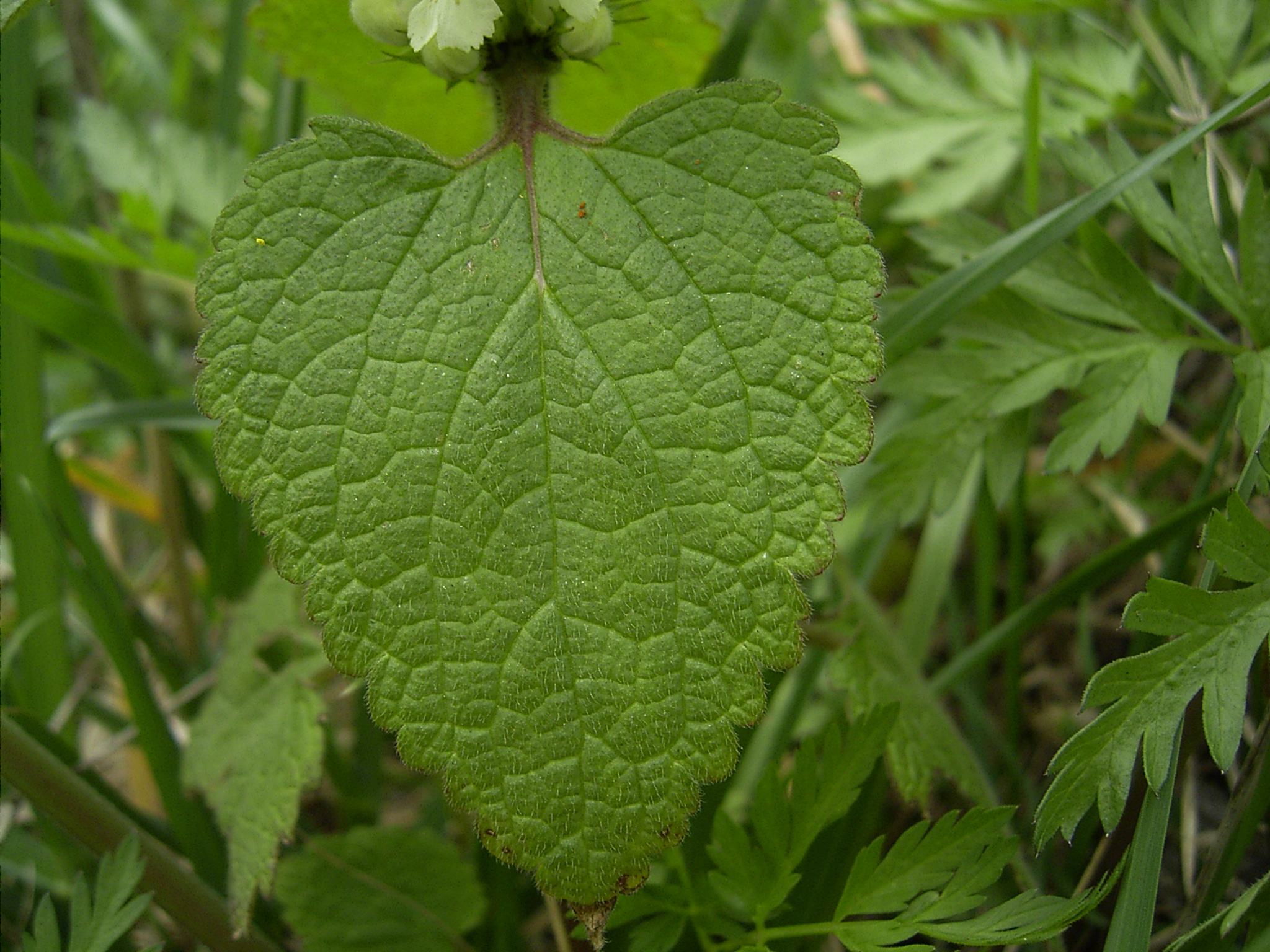
Blad
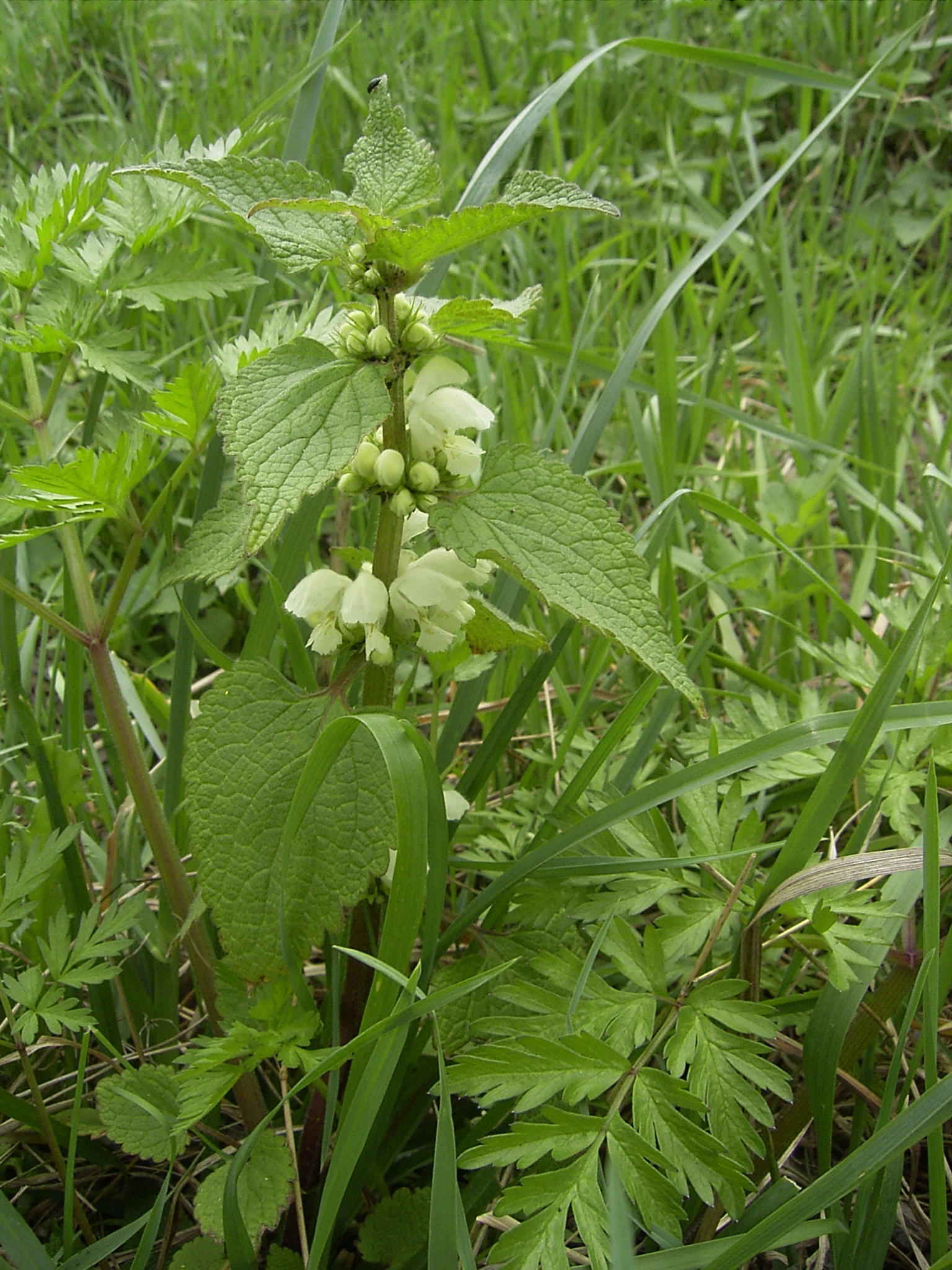
Plant
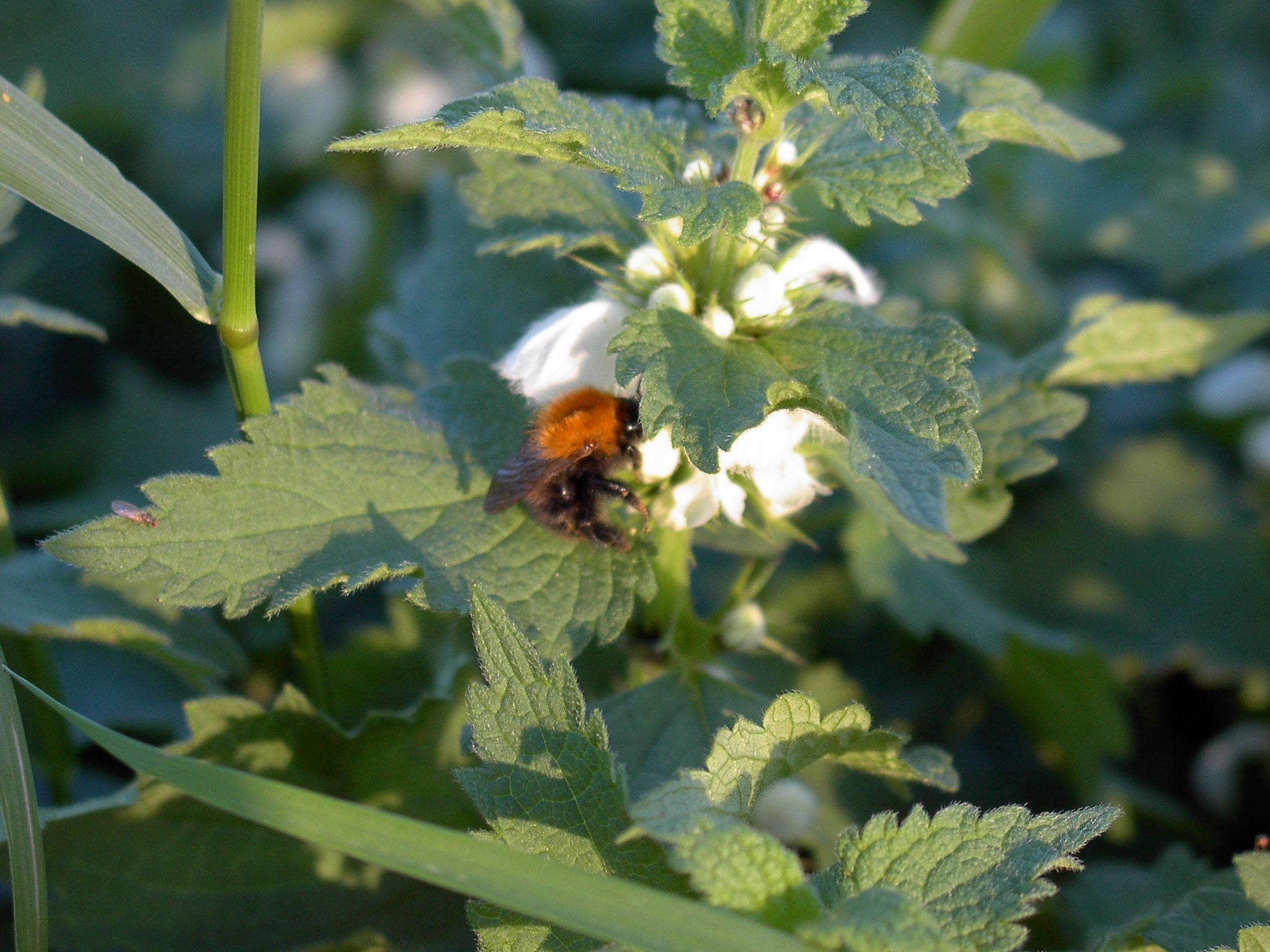
Bezoek door hommels

... · 
L. album (Witte dovenetel) · 
L. amplexicaule (Hoenderbeet) · 
L. confertum (Brede dovenetel) · 
L. hybridum (Ingesneden dovenetel) · 
L. maculatum (Gevlekte dovenetel) · 
L. orvala · 
L. purpureum (Paarse dovenetel) · 
...